# کبک سیامی
کبک سیامی (نام علمی: Arborophila diversa) نام یک گونه از سرده کبک‌های تپه است.